# Sete Lagoas
Sete Lagoas är en stad och kommun i sydöstra Brasilien och ligger i delstaten Minas Gerais. Kommunens befolkning uppgår till cirka 230 000 invånare varav de allra flesta bor i centralorten. Strax utanför staden ligger grottan Gruta Rei do Mato med många stalaktiter och stalagmiter och där man hittat uppåt 6 000 år gamla väggmålningar. Sete Lagoas kommun bildades officiellt 1867.

## Administrativ indelning
Kommunen var år 2010 indelad i två distrikt:
- Sete Lagoas
- Silva Xavier

## Befolkningsutveckling
| Område              | Areal (km²)   | Invånarantal 1 augusti 2000 | Invånarantal 1 augusti 2010 | Invånarantal 1 juli 2014 |
| ------------------- | ------------- | --------------------------- | --------------------------- | ------------------------ |
| Kommun              | 537,48        | 184 871                     | 214 162                     | 229 887                  |
| Urban befolkning    | Ingen uppgift | 180 785                     | 208 956                     | Ingen uppgift            |
| ...varav centralort | Ingen uppgift | 180 599                     | 208 733                     | Ingen uppgift            |